# Månegud
Månegud eller månegudinde er en mytologisk guddom som symboliserer eller associeres med månen. Disse har et stort antal forskellige roller afhængig af hvilken kultur, men oftest er de i slægt med eller fjende til solguden. Selv om de kan være beslægtet, er de også særskilt fra solguddommen. Måneguddommerne kan enten være mandlige eller kvindelige, og bliver almindelig anset som det modsatte køn af solguddommen. Grundet indflydelsen fra klassisk græsk og romersk mytologi er månegudinder mest kendt i moderne tid, da disse antikke kulturer opfattede månen som af hunkøn.

## Eksempler
- Luna og Diana i romersk mytologi
- Artemis, Hekate, Foibe, Selene og Rhea i græsk mytologi
- Mani i norrøn mytologi
- Tanit i fønikisk og kartagisk mytologi
- Tsuki-yomi i shinto

 Der er for få eller ingen kildehenvisninger i denne artikel, hvilket er et problem. Du kan hjælpe ved at angive troværdige kilder til de påstande, som fremføres i artiklen.